# Falls City (Oregon)
Pour les articles homonymes, voir Falls City.
Falls City est une municipalité américaine située dans le comté de Polk en Oregon.
Lors du recensement de 2010, sa population est de 947 habitants. La municipalité s'étend sur 1,20 mille carré (3,11 km2).
La localité est située aux pieds de la chaîne côtière de l'Oregon. Elle doit son nom aux chutes de Little Luckiamute (en anglais : Little Luckiamute Falls, au cœur du village. Falls City devient une municipalité le 13 février 1893.

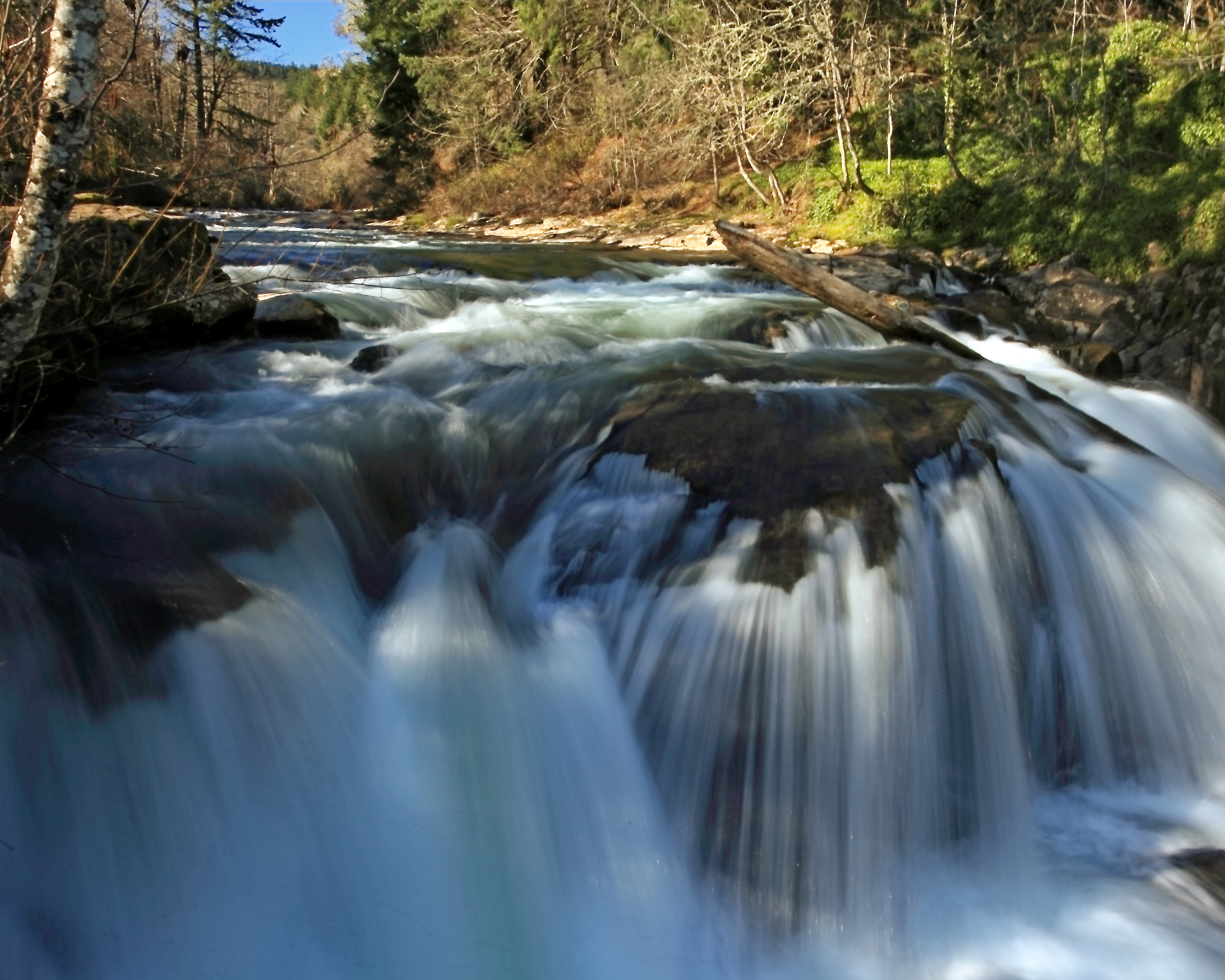
Les Little Luckiamute Falls.
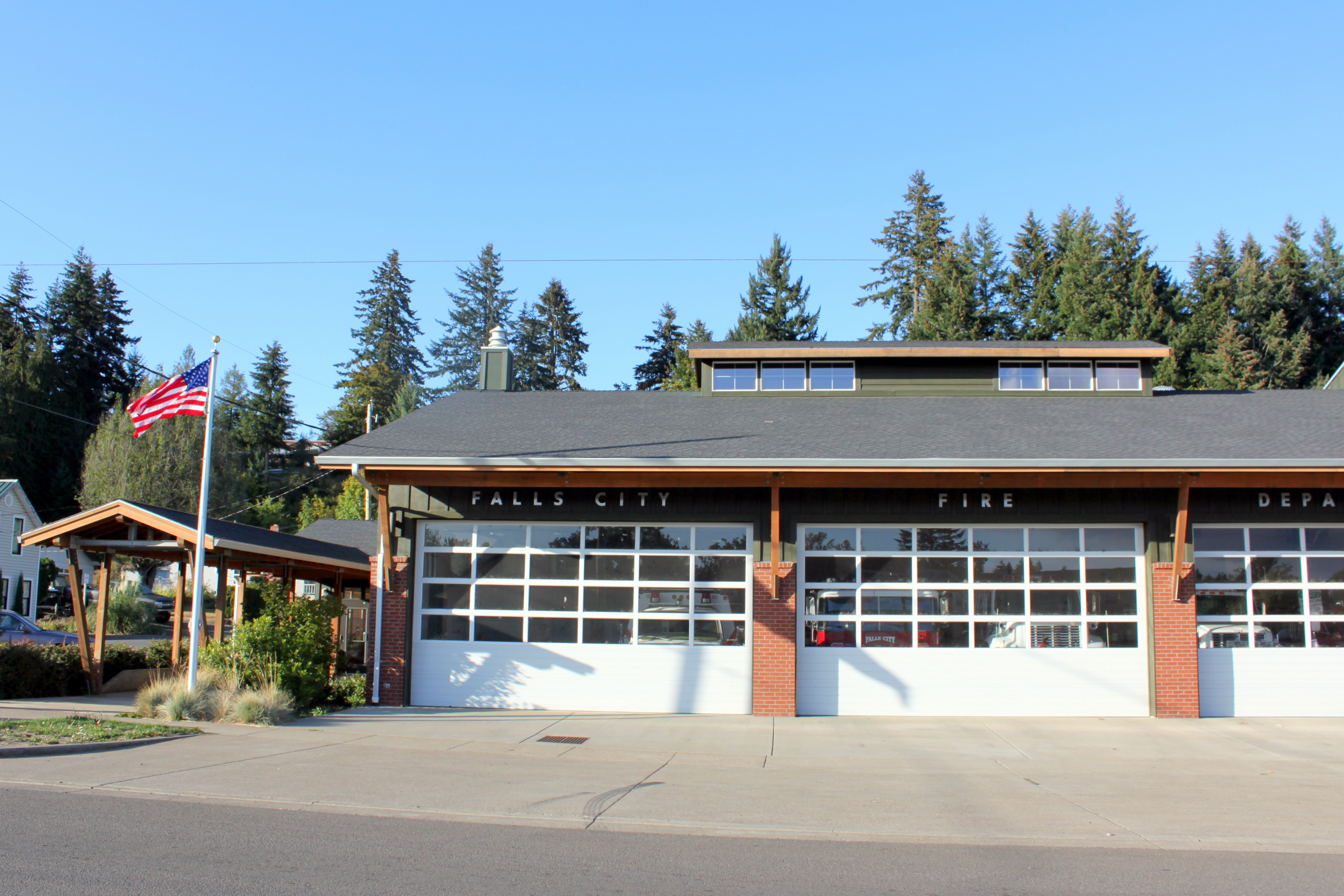
La caserne de Falls City.
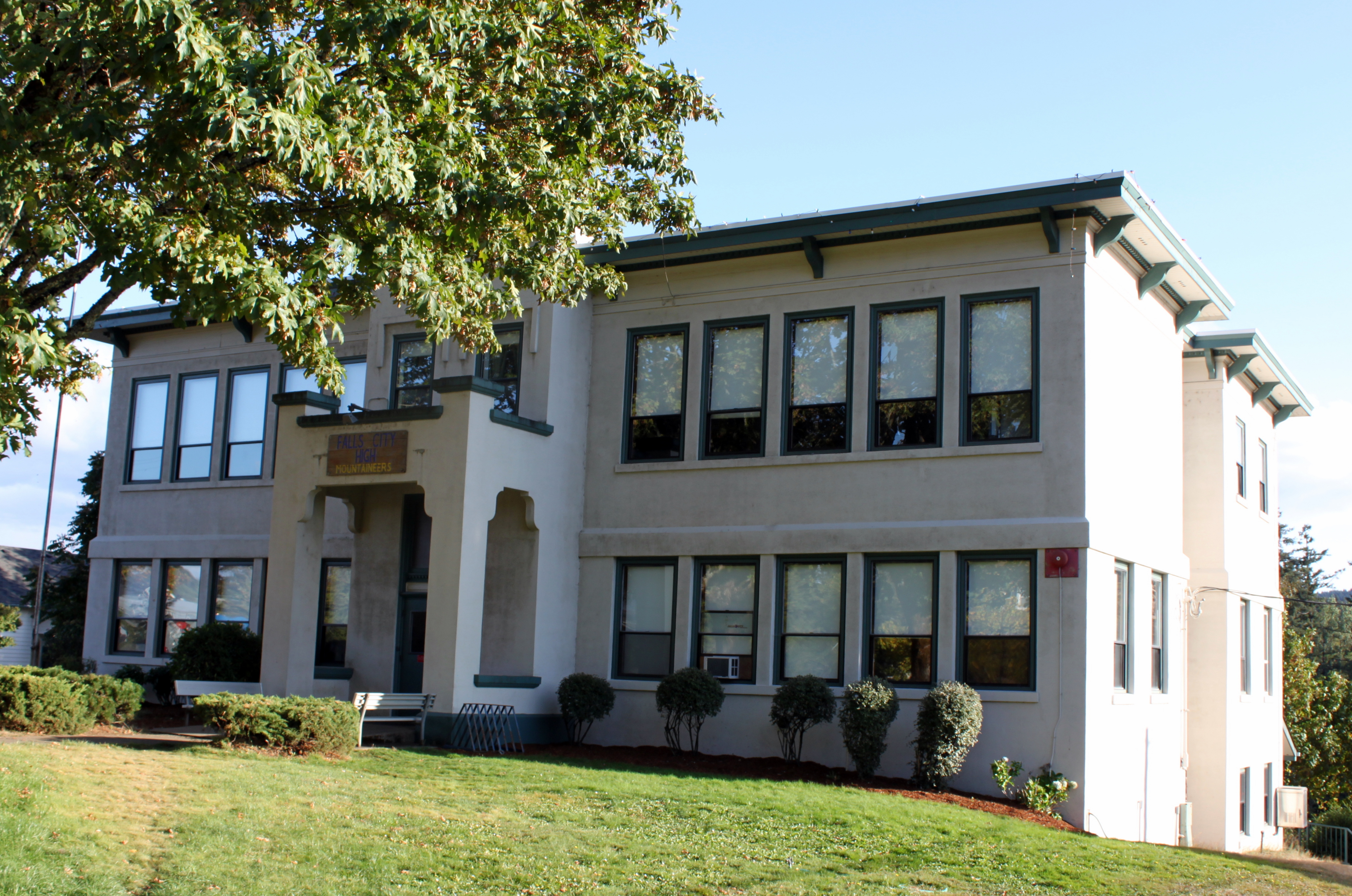
Le lycée de Falls City.